# Річард Пауерс
Річард Пауерс (нар. 18 червня 1957 року, Еванстон, США) — американський романіст, чиї твори досліджують наслідки сучасної науки та технології. Його роман "Ехо-мейкер" отримав Національну книжкову премію за художню літературу у 2006 році. Крім того, він отримав багато інших нагород протягом своєї кар'єри, зокрема стипендію Мак-Артура. На 2021 рік Пауерс опублікував тринадцять романів і викладав у Іллінойському університеті та Стенфордському університеті. Він отримав Пулітцерівську премію у номінації "Художня література" у 2019 році за роман "The Overstory".

## Життя і творчість
Річард Пауерс народився в місті Еванстон, штат Іллінойс, у родині з п'яти дітей. Пізніше його родина переїхала на захід до Лінкольнвуда, його батько був директором місцевої школи. Коли Пауерсу було 11 років, вони переїхали до Бангкока, Таїланд, де його батько перебував на посаді в Міжнародній школі Бангкоку, яку Пауерс відвідував на першому курсі та закінчив у 1972 році. Перебуваючи за кордоном, він розвинув свої навички вокальної музики та майстерність у грі на віолончелі, гітарі, саксофоні та кларнеті. Також він став затятим читачем, насолоджуючись переважно науковою літературою та класикою, такою як «Іліада» та «Одіссея».
Після повернення до США, коли Пауерсу було 16 років, він закінчив школу Де-Калб у місті Де-Калб, штат Іллінойс, та вступив до Університету Іллінойсу в Урбана-Шампейн (UIUC), де спочатку вивчав фізику, але на першому курсі перейшов на англійську літературу. Він здобув ступінь бакалавра в 1978 році та ступінь магістра літератури в 1980 році. Він вирішив не продовжувати навчання на докторській програмі, частково через свою неохочість до суворої спеціалізації, що була однією з причин його переходу з фізики на англійську, а також він спостерігав, що у студентів аспірантури та їхніх викладачів бракує задоволення від читання та письма (як це зображено в романі Річарда Пауерса «Галатея 2.2»)
У 2010 та 2013 роках Пауерс був письменником-гостем у Стенфордському університеті, під час якого він частково працював у лабораторії біохіміка Аарона Стрейта.
Пауерс був нагороджений стипендією Мак-Артура у 1989 році. Він також отримав літературну премію Ланнана у 1999 році.
У 2013 році Стенфордський університет оголосив, що Пауерс був призначений професором Творчого письма Філа та Пенні Найт на факультеті англійської мови.
30 липня 2024 року потрапив до довгого списку Букерівської премії з романом Playground («Дитячий майданчик»).

### Романи
Пауерс вивчав програмування на PLATO в Іллінойсі та переїхав до Бостона, щоби працювати програмістом. В одну суботу 1980 року Пауерс побачив фотографію 1914 року «Молоді фермери» Августа Зандера в Музеї витончених мистецтв, Бостон й був настільки натхненний, що через два дні він звільнився з роботи, щоб написати роман про людей на фотографії. Пауер працював над книгою «Троє фермерів на шляху до танцю» упродовж наступних двох років, яка була опублікована видавництвом William Morrow у 1985 році. Книга складається з трьох сюжетів: про трьох молодих чоловіків на фотографії під час Першої світової війни; про редактора журналу з технологій, який одержимий фотографією; про механіку фотографії та життя Генрі Форда. Книга стала фіналістом премії Національного круга критиків книг і здобула премію Розенталя від Американської академії та інституту мистецтв і листів. Вона також здобула Спеціальну відзнаку від премії PEN Hemingway.
Пауерс переїхав до Нідерландів, де написав «Дилему в'язня» про компанію Волта Діснея та ядерну війну.
У 2014 році Пауерс написав «Orfeo» про Пітера Елса, викладача музичної композиції на пенсії та авангардного композитора, якого помилково вважають біотерористом після того, як у його будинку виявили імпровізовану генетичну лабораторію.
В романі «The Overstory», опублікованому у квітні 2018 року, йдеться про дев'ятьох американців, чий унікальний досвід життя з деревами об'єднав їх для розв'язання проблеми знищення лісів. У 2019 році книга здобула Пулітцерівську премію за художню книгу, увійшла до короткого списку Букерівської премії та книжкової премії PEN/Jean Stein 2019 (75000$ США), а також посіла друге місце Дейтонської літературної премії миру.
Книга «Bewilderment» була опублікована у вересні 2021 року та потрапила до короткого списку Букерівської премії 2021 року та до довгого списку Національної книжкової премії та медалі Ендрю Карнегі за відмінні досягнення в художній літературі. Її можна описати так: «Астробіолог думає про творчий спосіб допомогти своєму проблемному синові в глибоко зворушливому та блискучому оригінальному романі Річарда Пауерса».
- 1985 Three Farmers on Their Way to a Dance, HarperCollins ISBN 0-688-04201-5
- 1988 Prisoner's Dilemma, McGraw Hill ISBN 0-07-050612-4
- 1991 The Gold Bug Variations, William Morrow ISBN 0-688-09891-6
- 1993 Operation Wandering Soul, HarperCollins ISBN 0-688-11548-9
- 1995 Galatea 2.2, Farrar Straus & Giroux ISBN 0-374-19948-5
- 1998 Gain, Farrar Straus & Giroux ISBN 0-312-20409-4
- 2000 Plowing the Dark, Farrar, Straus & Giroux ISBN 0-374-23461-2
- 2003 The Time of Our Singing, Farrar, Straus & Giroux ISBN 0-374-27782-6
- 2006 The Echo Maker, Farrar, Straus & Giroux ISBN 0-374-14635-7
- 2009 Generosity: An Enhancement, Farrar, Straus & Giroux ISBN 0-374-16114-3
- 2014 Orfeo, W. W. Norton & Company ISBN 978-0-393-24082-5
- 2018 The Overstory, W. W. Norton & Company ISBN 978-0-393-63552-2
- 2021 Bewilderment, W. W. Norton & Company ISBN 978-0-393-88114-1

### Коротка художня проза
- Literary Devices. Zoetrope: All-Story. 6 (4): 8—15. Winter 2002.
- The Seventh Event. Granta (90): 57. Summer 2005.
- The Moving Finger. The Journal. 31 (2). Autumn–Winter 2007.
- Modulation. Conjunctions (50). Spring 2008.
- Powers, Richard (Fall 2009). Enquire Within Upon Everything. The Paris Review. Fall 2009 (190).
- To the Measures Fall. The New Yorker. 18 жовтня 2010. с. 72—77.
- Dark Was the Night. Playboy: 76. December 2011.
- Genie (e-book). Byliner. 2012. ISBN 9781614520511.
- Lodestar. Monkey Business: New Writing from Japan. 3. 2013.

### Есеї
- Eyes Wide Open. The New York Times Magazine. 18 квітня 1999.
- Being and Seeming: The Technology of Representation. Context: A Forum for Literary Arts and Culture. № 3. 2000. Архів оригіналу за 3 березня 2001.
- A Brief Take on Genetic Screening. The Believer (32). March 2006.
- How to Speak a Book. The New York Times. 7 січня 2007.
- The Book of Me. GQ. October 2008.
- Soaked. Granta (108): 150—152. Summer 2009.
- 1897, Memorial Day. A New Literary History of America. Cambridge, Mass: Belknap Press. 2009. с. 434–440. ISBN 978-0674035942.
- Out of Body, Out of Mind. The New York Times. 26 грудня 2009.
- What Is Artificial Intelligence?. The New York Times. 5 лютого 2011.
- What Does Fiction Know?. The Design Observer. 2 серпня 2011. Архів оригіналу за 9 жовтня 2011.
- Powers, Richard (March–April 2014). Children of the Revolution. American Book Review. 35 (3): 8. doi:10.1353/abr.2014.0044.
- Keep America Wild. The New York Times. 16 червня 2017.
- Powers, Richard (2021). One, Two, Three . . . Infinity. Ways of Hearing: Reflections on Music in 26 Pieces. Princeton: Princeton University Press. с. 1—6. doi:10.1515/9780691225975-002. ISBN 9780691204475.
- A Little More Than Kin. Kinship: Belonging in a World of Relations, Vol. 3 – Partners. Center for Humans and Nature. 2021. ISBN 978-1736862520.

## Нагороди та визнання
- 1985 Rosenthal Award of American Academy and Institute of Arts and Letters
- 1985 PEN/Hemingway Special Citation
- 1989 MacArthur Fellowship
- 1991 Time Book of the Year
- 1993 Finalist, National Book Award
- 1996 Swanlund Professorship, University of Illinois
- 1998 Business Week Best Business Books of 1998
- 1998 Elected Fellow, American Academy of Arts and Sciences
- 1999 James Fenimore Cooper Prize, American Society of Historians
- 1999 Lannan Literary Award
- 2000 Vursell Award, American Academy and Institute of Arts and Letters
- 2000 Elected Fellow, Center for Advanced Study, University of Illinois
- 2001 Corrington Award for Literary Excellence, Centenary College
- 2001 Author of the Year, Illinois Association of Teachers of English
- 2003 Pushcart Prize
- 2003 Dos Passos Prize For Literature, Longwood University
- 2003 W. H. Smith Literary Award (Great Britain)
- 2004 Ambassador Book Award
- 2006 National Book Award for Fiction
- New York Times Notable Book, 2003, 2000, 1998, 1995, 1991
- Best Books of 2003: Chicago Tribune, Christian Science Monitor, St. Louis Post-Dispatch, Newsday, London Evening Standard, Time Out (London), San Jose Mercury News
- Finalist, National Book Critics Circle Award, 2003, 1995, 1991, 1985
- Finalist, Pulitzer Prize for Fiction, 2006
- 2010 Elected Member, American Academy of Arts and Letters
- 2014 Man Booker Prize (longlist)
- 2014 California Book Awards Silver Medal Fiction winner for Orfeo
- 2018 Man Booker Prize (shortlist)
- 2019 Pulitzer Prize for Fiction
- 2019 PEN Oakland Josephine Miles Literary Award for The Overstory
- 2020 William Dean Howells Medal for The Overstory